# Thomas Robert Malthus
Thomas Robert Malthus, född 13 eller 14 februari 1766 i Westcott, Surrey, död 23 december 1834 i Bath, var en brittisk präst, nationalekonom och demograf. 

## Biografi

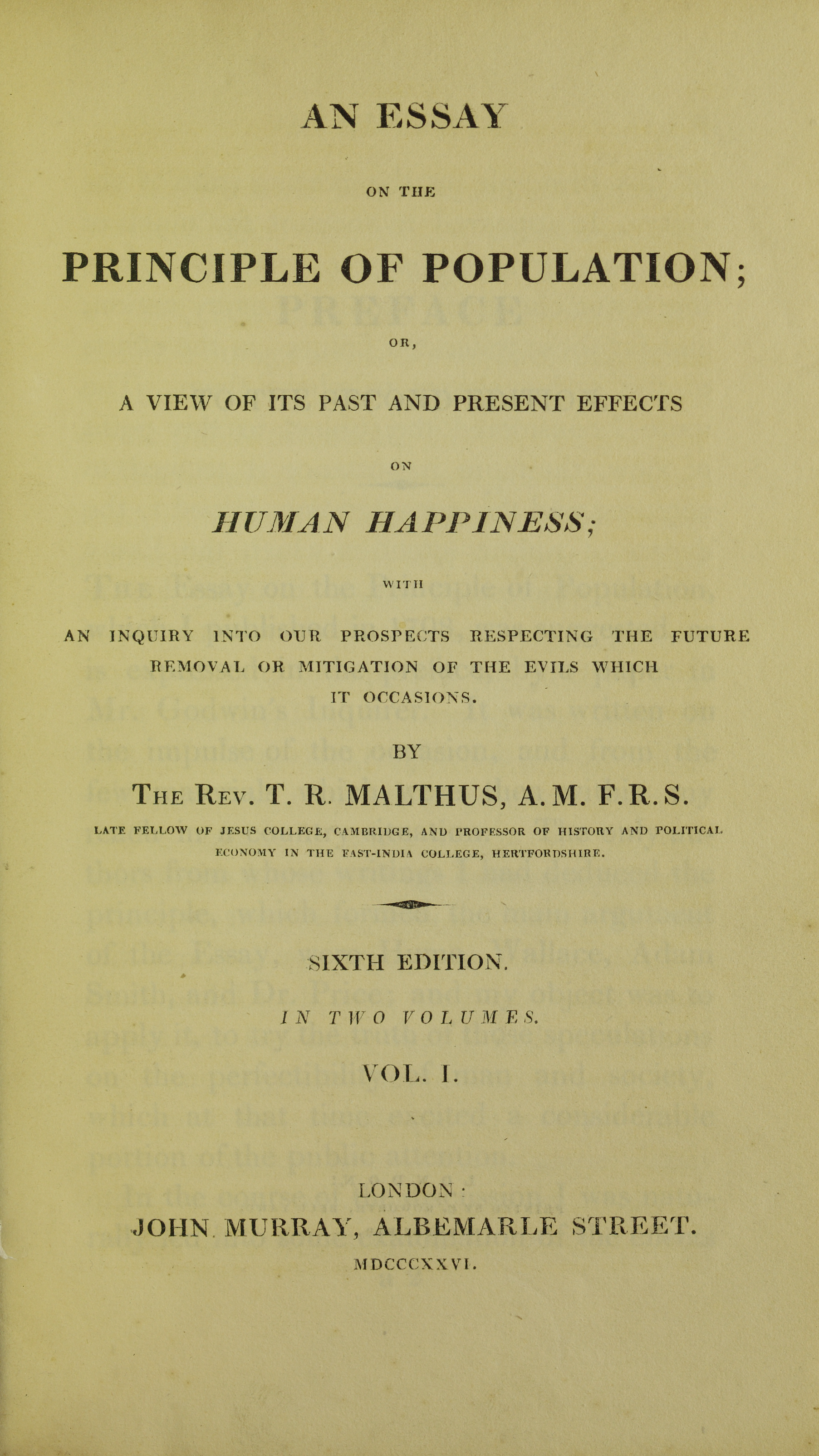
Essay on the principle of population, 1826

Malthus företog en del forskningsresor, bland annat då han 1799 reste genom Norge med start i Halden och mål i Trondheim. Av Malthus finns en resedagbok från denna resa.
Malthus betydelse härrör framförallt från hans bok An Essay on the Principle of Population (1798). Han framlade där teorin att, om inga politiska åtgärder vidtas, blir befolkningen större än tillgången på livsmedel, och tillgången på mat per person därför kommer att minska. Det underliggande antagande Malthus då gjort är att anta att befolkningen i ett område tenderar öka med en exponentiell faktor medan matproduktionen endast ökar med en aritmetisk faktor. En viktig del av Malthus slutsats blir då att födelsekontroll är av avgörande betydelse för den ekonomiska tillväxten och välståndet. Malthus avvisar dock lönenivåer som överstiger vad som behövs för livets nödtorft. Om en arbetarfamilj får ökade inkomster leder detta nämligen till att man skaffar sig ytterligare barn, som då också har förutsättningar att överleva.
Att förhindra födslar inom familjen genom preventivmedel eller aborter ansåg Malthus vara oacceptabelt. Det var först nymalthusianerna mot slutet av 1800-talet som propagerade för familjeplanering. Malthus skrifter inspirerade Darwin till tanken om de biologiska arternas kamp för tillvaron. 